# Steinweg 18 (Quedlinburg)

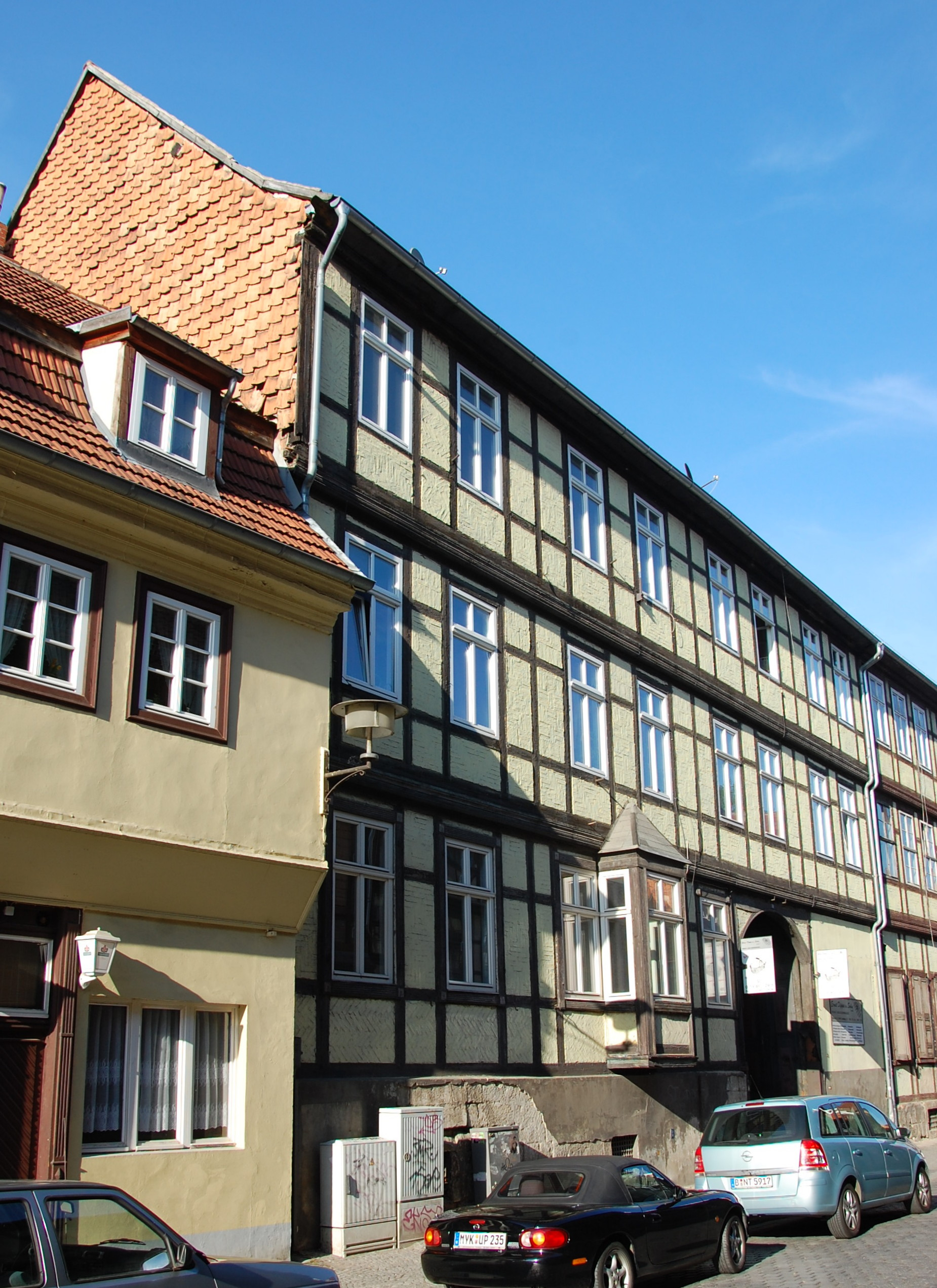
Haus Steinweg 18

Der Steinweg 18 ist eine denkmalgeschützte Hofanlage in der Stadt Quedlinburg in Sachsen-Anhalt.

## Lage
Das im Quedlinburger Denkmalverzeichnis als Ackerbürgerhof eingetragene Anwesen befindet sich in der historischen Neustadt Quedlinburgs auf der Nordseite des Steinwegs und gehört zum UNESCO-Weltkulturerbe. Westlich grenzt das gleichfalls denkmalgeschützte Haus Steinweg 17, östlich das Haus Steinweg 19 an.

## Architektur und Geschichte
Der große Hof besteht im Wesentlichen aus Fachwerkgebäuden aus der Zeit um 1720. Jüngere Teile entstanden im 19. Jahrhundert. Das straßenseitige Wohnhaus ist dreigeschossig ausgeführt und verfügt über mit Zierausmauerungen versehenen Gefachen. Als weitere schmückende Elemente wurden profilierte Bohlen eingesetzt. Darüber hinaus besteht im Erdgeschoss ein kleiner Kastenerker.
Auf der Westseite des Hofs stehen zwei als Wohn- und Wirtschaftsgebäude errichtete Fachwerkhäuser. Sie sind mit einem Mansarddach bedeckt. Daran schließt sich ein großer, mit einem Ausleger versehener Speicher an. Auf der Rückseite wird der Hof von einer Torscheune begrenzt. Die Bebauung der Ostseite des Hofs besteht aus zwei, zum Teil in massiver Form ausgeführten Gebäudeflügeln aus dem 19. Jahrhundert.
Ursprünglich befand sich auf dem Hof auch noch ein Taubenturm. Aufgrund einer Gefährdung seiner Bausubstanz wurde der Turm im Jahr 1981 auf den Hof des Hauses Stieg 29 umgesetzt.